# 香集寺 (焼津市)
香集寺（こうしゅうじ）は、静岡県焼津市にある曹洞宗の寺院。

## 歴史
815年（弘仁6年）、弘法大師空海によって開山された。当初は真言宗の寺で「香信楽寺」という名称であったが、戦国時代の戦乱で焼失した。1617年（元和3年）、曹洞宗の「香集寺」として再興された。
当寺の本尊は虚空蔵菩薩で、聖徳太子作と伝えられている。「日本三大虚空蔵尊」の一つとしても挙げられている。
毎年2月23日には、縁日として「ダルマ市」が開かれている。

## 文化財
- 香集寺の石燈籠（焼津市指定有形文化財 昭和61年9月30日指定）[3]

## 交通アクセス
- 焼津ICより車9分。